# Tamagaki

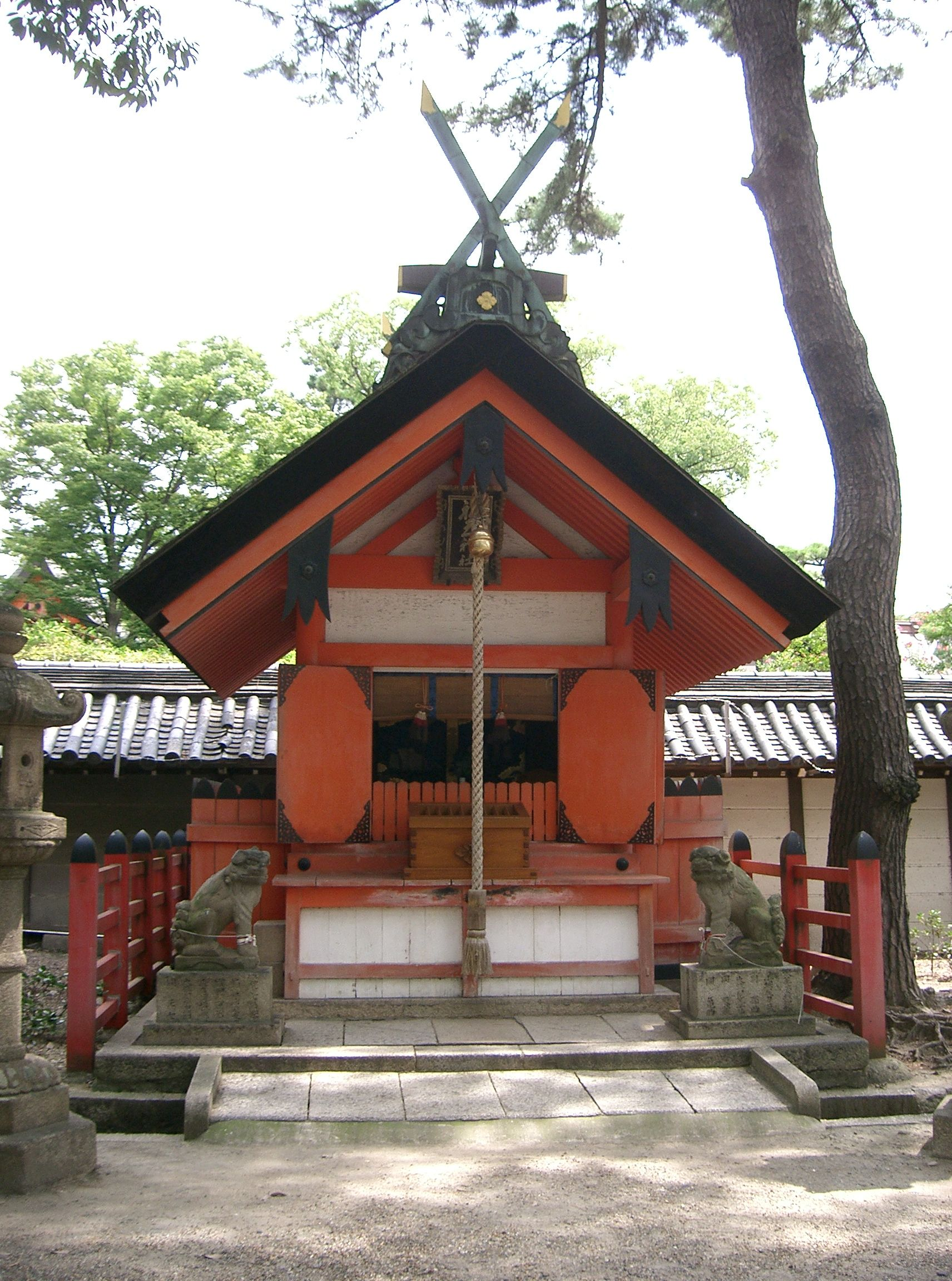
Un santuario rodeado por un tamagaki

Un tamagaki (玉垣?) Es una valla que rodea un santuario sintoísta japonés, una zona sagrada o un palacio imperial. Se cree que fue inicialmente solo una barrera de matorrales de árboles, desde entonces el tamagaki se ha hecho de una variedad de materiales como madera, piedra y, en los últimos años, hormigón. Dependiendo del material y la técnica utilizada, tales cercas tienen una variedad de nombres:
- valla de madera (板玉垣 ita tamagaki?) hecho de tablas gruesas o poco terminadas
- valla de madera sin descortezar (黒木の玉垣 kuroki no tamagaki?) hecho de tablas o troncos sin descortezar,
- valla de madera cuadrado (角玉垣 kaku tamagaki?),
- valla de enrejado cuadrado (角格子玉垣 kakugōshi tamagaki?) y valla de enrejado diagonal (筋違格子玉垣 sujikaigōshi tamagaki?),
- valla de bermellón (朱玉垣 shutamagaki?),
- (竪籤玉垣 tatehigo tamagaki?) hecho del tiras finas de bambú o madera,
- (透垣 sukashigaki?), valla diáfana que permite ver entre sus elementos.

Las vallas simples de los tiempos antiguos y medievales se hicieron más elaborada en Japón premoderno con la adición de techos, revestimientos de madera y rejas entre postes. Un ejemplo es el  (東西透塀 Tōzai Sukibei?) Alrededor del santuario principal de Nikkō Tōshō-gū.

## Descripción
Si el área cerrada está rodeada de múltiples vallas, en general, la más interna se llama  (瑞垣 mizugaki?). El santuario interior (内宮 naikū?) del santuario de Ise está rodeado por cuatro vallas, de afuera hacia adentro estas son :.  (板垣 itagaki?), tamagaki exterior e interior y mizugaki. En Ise estas vallas tienen áreas separadas para los adoradores de diferentes estatus. A todos los visitantes se les permite pasar una puerta a través de la valla de itagaki más externa, mientras que tradicionalmente solo los miembros de la familia imperial se les permitió pasar por el segunda valla, el tamagaki exterior. Hoy este privilegio se ha ampliado a los representantes electos. Alcaldes locales y los miembros de las asambleas adoran en los aleros interiores del tamagaki exterior, los representantes de los gobiernos de las prefecturas, los funcionarios del santuario de Ise se paran a mitad de camino entre el tamagaki exterior e interior. Los miembros del primer ministro de ambas cámaras de la dieta y otros altos funcionarios electos se les permite a las afueras de la puerta de entrada al tamagaki interior. La entrada al tamagaki interno se limita a los miembros de la familia imperial y solo al emperador y a la emperatriz se les permite entrar a través de la valla de mizugaki más interna.
El tamagaki y la puerta tradicional torii a veces son reemplazados por un corredor cubierto llamado kairō y una puerta rōmon. Originalmente budista, tampoco fue inicialmente típica de los santuarios, pero con el tiempo llegó a desempeñar el papel del tamagaki más tradicional. Un ejemplo famoso es Iwashimizu Hachiman-gū, en la prefectura de Kioto. Este fenómeno fue causado en parte por la fuerte influencia del budismo en la adoración kami debido a la fusión sincrética del budismo y la religión local (Shugo shinbutsu).

## Galería

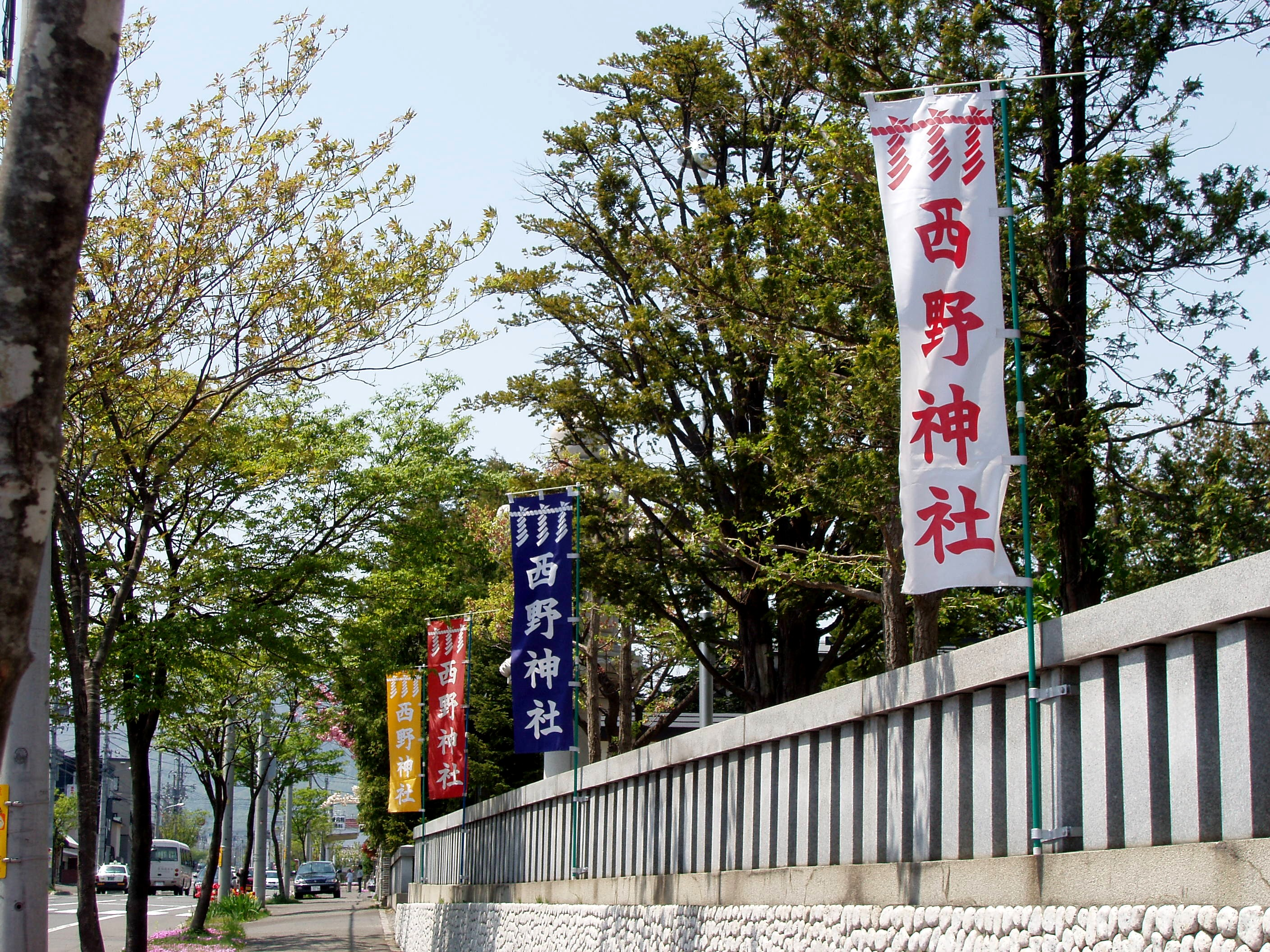
Tamagaki en el santuario de Nishino
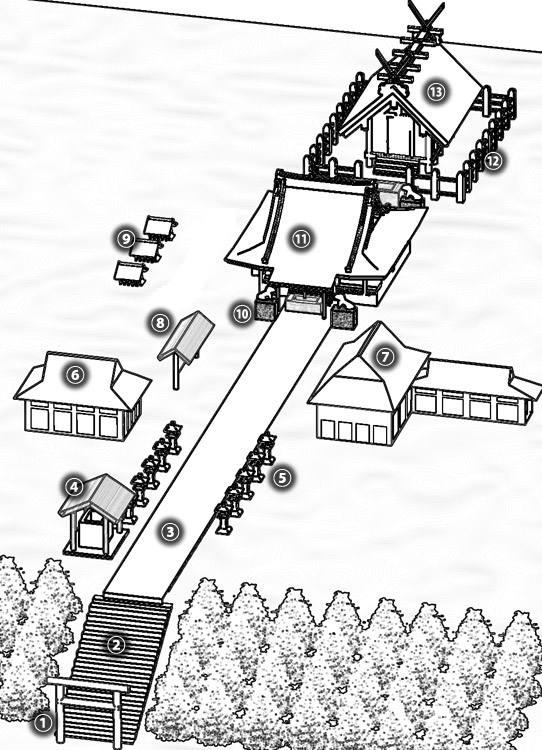
Plano de un santuario sintoísta, el número 12 corresponde a un tamagaki